# Natação no Campeonato Mundial de Esportes Aquáticos de 2011 - 200 m livre feminino
A prova dos 200 metros livre feminino da natação no Campeonato Mundial de Esportes Aquáticos de 2011 ocorreu nos dias 26 de julho e 27 de julho no Shanghai Oriental Sports Center  em Xangai.

## Recordes
Antes desta competição, os recordes mundiais e do campeonato nesta prova eram os seguintes:
| Tipo                  | Atleta              | Tempo   | Local | Data                |
| --------------------- | ------------------- | ------- | ----- | ------------------- |
|                       | Federica Pellegrini | 1:52.98 | Roma  | 29 de julho de 2009 |
| Recorde do campeonato | Federica Pellegrini | 1:52.98 | Roma  | 29 de julho de 2009 |

## Medalhistas
| Ouro                      | Prata              | Bronze               |
| Federica Pellegrini (ITA) | Kylie Palmer (AUS) | Camille Muffat (FRA) |

## Resultados

### Eliminatórias
52 nadadoras de 42 nações participaram da prova. 16 competidoras se classificaram para as semifinais. 
| Pos. | Bateria | Raia | Nadadora             | Nacionalidade  | Tempo   | Notas     |
| ---- | ------- | ---- | -------------------- | -------------- | ------- | --------- |
| 1    | 6       | 5    | Allison Schmitt      | Estados Unidos | 1:56.66 | Q         |
| 2    | 7       | 4    | Federica Pellegrini  | Itália         | 1:56.87 | Q         |
| 3    | 5       | 4    | Bronte Barratt       | Austrália      | 1:57.37 | Q         |
| 4    | 5       | 6    | Ágnes Mutina         | Hungria        | 1:57.40 | Q         |
| 5    | 6       | 4    | Kylie Palmer         | Austrália      | 1:57.42 | Q         |
| 6    | 5       | 5    | Femke Heemskerk      | Países Baixos  | 1:57.43 | Q         |
| 7    | 7       | 6    | Silke Lippok         | Alemanha       | 1:57.53 | Q         |
| 8    | 6       | 1    | Lauren Boyle         | Nova Zelândia  | 1:57.72 | Q         |
| 9    | 7       | 5    | Camille Muffat       | França         | 1.57.99 | Q         |
| 10   | 4       | 4    | Sara Isakovič        | Eslovênia      | 1:58.01 | Q         |
| 11   | 7       | 8    | Melania Costa Schmid | Espanha        | 1:58.04 | Q         |
| 12   | 6       | 3    | Sarah Sjoestroem     | Suécia         | 1:58.26 | Q         |
| 12   | 6       | 8    | Barbara Jardin       | Canadá         | 1:58.26 | Q         |
| 14   | 7       | 7    | Evelyn Verrasztó     | Hungria        | 1:58.27 | Q         |
| 15   | 6       | 6    | Tang Yi              | China          | 1:58.30 | Q         |
| 16   | 6       | 2    | Haruka Ueda          | Japão          | 1:58.74 | desempate |
| 16   | 7       | 1    | Hanae Ito            | Japão          | 1:58.74 | desempate |
| 18   | 5       | 1    | Samantha Cheverton   | Canadá         | 1:58.83 |           |
| 19   | 5       | 3    | Veronika Popova      | Rússia         | 1:58.89 |           |
| 20   | 7       | 2    | Morgan Scroggy       | Estados Unidos | 1:59.22 |           |
| 21   | 7       | 3    | Zhu Qianwei          | China          | 1:59.22 |           |
| 22   | 5       | 8    | Nina Rangelova       | Bulgária       | 1:59.30 |           |
| 23   | 5       | 7    | Joanne Jackson       | Reino Unido    | 1:59.36 |           |
| 24   | 5       | 2    | Rebecca Adlington    | Reino Unido    | 1:59.40 |           |
| 25   | 4       | 1    | Karin Prinsloo       | África do Sul  | 1:59.52 |           |
| 26   | 4       | 2    | Pernille Blume       | Dinamarca      | 1:59.96 |           |
| 27   | 6       | 7    | Gabriella Fagundez   | Suécia         | 2:00.05 |           |
| 28   | 4       | 3    | Sze Hang Yu          | Hong Kong      | 2:00.52 |           |
| 29   | 4       | 5    | Cecilie Johannessen  | Noruega        | 2:00.56 |           |
| 30   | 3       | 3    | Joerdis Steinegger   | Áustria        | 2:01.06 |           |

| Ver o restante da classificação | Ver o restante da classificação | Ver o restante da classificação | Ver o restante da classificação | Ver o restante da classificação | Ver o restante da classificação | Ver o restante da classificação |
| Pos.                            | Bateria                         | Raia                            | Nadadora                        | Nacionalidade                   | Tempo                           | Notas                           |
| ------------------------------- | ------------------------------- | ------------------------------- | ------------------------------- | ------------------------------- | ------------------------------- | ------------------------------- |
| 31                              | 3                               | 5                               | Melanie Nocher                  | Irlanda                         | 2:01.33                         |                                 |
| 32                              | 4                               | 6                               | Daryna Zevina                   | Ucrânia                         | 2:01.50                         |                                 |
| 33                              | 4                               | 7                               | Anna Stylianou                  | Chipre                          | 2:01.62                         |                                 |
| 34                              | 3                               | 4                               | Liliana Ibanez                  | México                          | 2:01.70                         |                                 |
| 35                              | 4                               | 8                               | Katarina Filova                 | Eslováquia                      | 2:01.96                         |                                 |
| 36                              | 3                               | 8                               | Katarina Listopadova            | Eslováquia                      | 2:02.15                         |                                 |
| 37                              | 3                               | 7                               | Ranohon Amanova                 | Uzbequistão                     | 2:02.89                         |                                 |
| 38                              | 3                               | 2                               | Kim Jungh-Hye                   | Coreia do Sul                   | 2:03.13                         |                                 |
| 39                              | 3                               | 1                               | Natthanan Junkrajang            | Tailândia                       | 2:03.68                         |                                 |
| 40                              | 2                               | 4                               | Andrea Cedron                   | Peru                            | 2:08.10                         |                                 |
| 41                              | 2                               | 1                               | Bayan Jumah                     | Síria                           | 2:09.08                         |                                 |
| 42                              | 2                               | 2                               | Branka Vranjes                  | Bósnia e Herzegovina            | 2:09.64                         |                                 |
| 43                              | 2                               | 3                               | Heather Arseth                  | Ilhas Maurícias                 | 2:10.93                         |                                 |
| 44                              | 2                               | 7                               | Olivia de Maroussem             | Ilhas Maurícias                 | 2:12.28                         |                                 |
| 45                              | 2                               | 6                               | Ma Cheok Mei                    | Macau                           | 2:12.39                         |                                 |
| 46                              | 2                               | 8                               | Britany van Lange               | Guiana                          | 2:16.40                         |                                 |
| 47                              | 1                               | 3                               | Victoria Chentsova              | Marianas Setentrionais          | 2:27.86                         |                                 |
| 48                              | 1                               | 5                               | Aure Fanchette                  | Seicheles                       | 2:31.88                         |                                 |
| 49                              | 1                               | 6                               | Jennet Saryyeva                 | Turquemenistão                  | 2:41.27                         |                                 |
| –                               | 1                               | 4                               | Gouri Kotecha                   | Tanzânia                        |                                 | DNS                             |
| –                               | 2                               | 5                               | Victoria Ho                     | Jamaica                         |                                 | DNS                             |
| –                               | 3                               | 6                               | Andreina Pinto                  | Venezuela                       |                                 | DNS                             |

#### Desempate
| Pos. | Raia | Nadador     | Nacionalidade | Tempo   | Notas |
| ---- | ---- | ----------- | ------------- | ------- | ----- |
| 1    | 4    | Haruka Ueda | Japão         | 1:58.19 | Q     |
| 2    | 5    | Hanae Ito   | Japão         | 1:58.55 |       |

### Semifinal
Estes são os resultados das semifinais. 

#### Semifinal 1
| Pos. | Raia | Nadadora            | Nacionalidade | Tempo   | Notas |
| ---- | ---- | ------------------- | ------------- | ------- | ----- |
| 1    | 3    | Femke Heemskerk     | Países Baixos | 1:55.54 | Q     |
| 2    | 4    | Federica Pellegrini | Itália        | 1:56.42 | Q     |
| 3    | 7    | Sarah Sjöström      | Suécia        | 1:56.71 | Q     |
| 4    | 5    | Ágnes Mutina        | Hungria       | 1:57.53 |       |
| 5    | 6    | Lauren Boyle        | Nova Zelândia | 1:58.09 |       |
| 6    | 8    | Haruka Ueda         | Japão         | 1:58.28 |       |
| 7    | 2    | Sara Isakovič       | Eslovênia     | 1:58.52 |       |
| 8    | 1    | Evelyn Verrasztó    | Hungria       | 1:59.71 |       |

#### Semifinal 2
| Pos. | Raia | Nadadora             | Nacionalidade  | Tempo   | Notas            |
| ---- | ---- | -------------------- | -------------- | ------- | ---------------- |
| 1    | 3    | Kylie Palmer         | Austrália      | 1:56.59 | Q                |
| 2    | 2    | Camille Muffat       | França         | 1:56.62 | Q                |
| 3    | 5    | Bronte Barratt       | Austrália      | 1:56.90 | Q                |
| 4    | 6    | Silke Lippok         | Alemanha       | 1:57.02 | Q                |
| 5    | 4    | Allison Schmitt      | Estados Unidos | 1:57.07 | Q                |
| 6    | 7    | Melania Costa Schmid | Espanha        | 1:57.83 | Recorde nacional |
| 7    | 8    | Tang Yi              | China          | 1:57.91 |                  |
| 8    | 1    | Barbara Jardin       | Canadá         | 1:58.18 |                  |

### Final
| Pos.              | Raia | Nadadora            | Nacionalidade  | Tempo   | Notas |
| ----------------- | ---- | ------------------- | -------------- | ------- | ----- |
| Medalha de ouro   | 5    | Federica Pellegrini | Itália         | 1:55.58 |       |
| Medalha de prata  | 3    | Kylie Palmer        | Austrália      | 1:56.04 |       |
| Medalha de bronze | 6    | Camille Muffat      | França         | 1:56.10 |       |
| 4                 | 2    | Sarah Sjöström      | Suécia         | 1:56.41 |       |
| 5                 | 7    | Bronte Barratt      | Austrália      | 1:56.60 |       |
| 6                 | 8    | Allison Schmitt     | Estados Unidos | 1:56.98 |       |
| 7                 | 4    | Femke Heemskerk     | Países Baixos  | 1:57.63 |       |
| 8                 | 1    | Silke Lippok        | Alemanha       | 1:58.26 |       |

Legenda
| Recorde mundial       | Recorde mundial (World record)               |                       | Recorde africano                      | Recorde africano (African) |                                           | Q | Classificado por posição (Qualified) |
| Recorde do campeonato | Recorde do campeonato (Championship record)  | Recorde da América    | Recorde da América (Americas)         | q                          | Classificado por melhor tempo (Qualified) |   |                                      |
| Melhor marca do ano   | Melhor marca do ano (World leading)          | Recorde asiático      | Recorde asiático (Asian)              | DNS                        | Não largou (Did not start)                |   |                                      |
| Recorde nacional      | Recorde nacional (National record)           | Recorde europeu       | Recorde europeu (European)            | DNF                        | Não terminou (Did not finish)             |   |                                      |
| Recorde pessoal       | Recorde pessoal do atleta (Personal best)    | Recorde da Oceania    | Recorde da Oceania (Oceania)          | DSQ / DQ                   | Desclassificado (Disqualified)            |   |                                      |
| Recorde da temporada  | Recorde da temporada do atleta (Season best) | Recorde sul-americano | Recorde sul-americano (South America) | NM                         | Sem marca (No mark)                       |   |                                      |